# Route nationale 107
Die N107 war eine französische Nationalstraße, die 1824 zwischen der N9 südlich von Saint-Chély-d’Apcher und der N106 bei Nîmes mit einem Unterbruch durch die N88 zweiteilig festgelegt wurde. Sie geht auf die Route impériale 127 zurück. 1841 wurde sie zwischen Balsièges und Florac neu trassiert und 1843 erfolgte zwischen Florac und Saint-Jean-du-Gard eine Neutrassierung. Die Bauarbeiten für die neue Trasse zogen sich bis 1884 hin. Ihre Gesamtlänge betrug ab 1884 188 Kilometer. Die zwei alten Führungen zwischen Balsièges und Saint-Jean-du-Gard über Florac umfasste diese Straßen:
Abschnitt 1:
- D 986 Balsièges – Kreuzung mit D231 (1933-1973 Teil der N586)
- D 231 für 1 Kilometer
- D 31 Kreuzung mit D231 – Molines
- D 907B Molines – Kreuzung mit N106 (1869-1973 Teil der N107bis)

Abschnitt 2:
- D 983 Le Mazel – Col du Rey (1933-1973 Teil der N583)
- D 9 Col du Rey – Départementgrenze Lozère (Corniche des Cévennes)
- D 260 Départementgrenze Grad – Kreuzung mit D907

1973 wurde der Abschnitt zwischen Florac und Nîmes abgestuft und der andere Teil von der N106 übernommen. 2006 wurde der Teil zwischen der N9 und Mende abgestuft. 1978 wurde die N7F zur N107. Diese wurde 2002 in Le Pontet und 2004 in Avignon abgestuft.